# Symplektische Gruppe
Die symplektische Gruppe (die Bezeichnung wurde von Hermann Weyl eingeführt und geht auf das altgriechische Wort συμ-πλεκω für zusammenflechten zurück) ist ein Begriff aus der Mathematik, im Überlappungsbereich der Gebiete lineare Algebra und Gruppentheorie. Sie ist die Menge der linearen Abbildungen, die eine symplektische Form, das heißt eine nichtausgeartete alternierende Bilinearform, invariant lassen, so wie die orthogonale Gruppe der längentreuen Abbildungen eine nichtausgeartete, symmetrische Bilinearform invariant lässt. Elemente der symplektischen Gruppe werden als symplektische Abbildungen bezeichnet. Die symplektische Gruppe in {\displaystyle 2n} Dimensionen ist eine halbeinfache Gruppe zum Wurzelsystem Cn. Sie spielt beim Studium symplektischer Vektorräume eine wichtige Rolle.
Auch die Lie-Gruppe {\displaystyle Sp(n)} wird als (kompakte) symplektische Gruppe bezeichnet.
Die doppelte Überlagerung der symplektischen Gruppe wird als metaplektische Gruppe bezeichnet.

## Definition
Für jedes {\displaystyle n\in \mathbb {N} } und jeden Körper {\displaystyle K} mit Charakteristik ungleich zwei ist die symplektische Gruppe {\displaystyle Sp_{2n}(K)} eine Untergruppe der allgemeinen linearen Gruppe {\displaystyle \mathrm {GL} (2n,K)}
{\displaystyle Sp_{2n}(K)\colon =\left\{T\in GL_{2n}(K)\mid \,T^{\text{T}}\,I_{n}\,T=I_{n}\right\}}
mit
{\displaystyle I_{n}={\begin{pmatrix}0&E_{n}\\-E_{n}&0\end{pmatrix}}},
wobei {\displaystyle E_{n}} die {\displaystyle n\times n}-Einheitsmatrix und {\displaystyle 0} die {\displaystyle n\times n}-Nullmatrix bezeichnet.
Für {\displaystyle K\in \left\{\mathbb {R} ,\mathbb {C} ,\mathbb {H} \right\}} ist {\displaystyle Sp(n,K)} eine Lie-Gruppe und die Lie-Algebra von {\displaystyle \mathrm {Sp} (2n,K)} ist
{\displaystyle {\mathfrak {sp}}(2n,K)=\left\{A\in \mathrm {Mat} (2n,K):I_{n}A+A^{T}I_{n}=0\right\}}.

## Endliche Gruppen
Ist der Körper {\displaystyle K} endlich mit {\displaystyle q} Elementen, so schreibt man {\displaystyle \mathrm {Sp} (2n,q)} an Stelle von {\displaystyle \mathrm {Sp} (2n,K)}.
Man erhält eine endliche Gruppe mit
{\displaystyle \mathrm {ord} (Sp(2n,q))=q^{n^{2}}\prod _{i=1}^{n}(q^{2i}-1)}
Elementen. Das Zentrum dieser Gruppe besteht aus {\displaystyle \pm \mathrm {id} _{K^{n}}}, es hat daher zwei Elemente für ungerades {\displaystyle q} und ist trivial für gerades {\displaystyle q}.

## Projektive symplektische Gruppen
Die Faktorgruppen der symplektischen Gruppen nach ihrem Zentrum heißen projektive symplektische Gruppen und werden mit {\displaystyle PSp(2n,K)} bezeichnet. Im Falle eines endlichen Körpers mit {\displaystyle q} Elementen ist
{\displaystyle \mathrm {ord} (PSp(2n,q))={\frac {q^{n^{2}}}{\mathrm {ggT} (2,q-1)}}\prod _{i=1}^{n}(q^{2i}-1)}
und die Gruppen sind einfach mit Ausnahme von {\displaystyle PSp(2,2),PSp(2,3)} und {\displaystyle PSp(4,2)}. Man erhält damit eine unendliche Serie einfacher Gruppen. Es handelt sich dabei um Gruppen vom Lie-Typ Cn und damit um eine der insgesamt 16 unendlichen Serien von Gruppen vom Lie-Typ. Daher wird {\displaystyle PSp(2n,q)} auch mit {\displaystyle C_{n}(q)} bezeichnet.

## Kompakte symplektische Gruppe
Die kompakte symplektische Gruppe {\displaystyle Sp(n)} ist die Gruppe der (invertierbaren) quaternionisch-linearen Abbildungen, die das auf dem n-dimensionalen quaternionischen Vektorraum {\displaystyle \mathbb {H} ^{n}} definierte Skalarprodukt
{\displaystyle \langle x,y\rangle ={\bar {x}}_{1}y_{1}+\cdots +{\bar {x}}_{n}y_{n}}
erhalten.
Diese Gruppe ist keine symplektische Gruppe im Sinne des vorhergehenden Abschnittes. {\displaystyle Sp(n)} ist aber die kompakte reelle Form von {\displaystyle Sp(2n,\mathbb {C} )}.
{\displaystyle Sp(n)} ist eine {\displaystyle n(2n+1)}-dimensionale kompakte Lie-Gruppe und einfach zusammenhängend. Ihre Lie-Algebra ist
{\displaystyle {\mathfrak {sp}}(n)=\left\{A\in \mathrm {Mat} (n,\mathbb {H} ):A+A^{\dagger }=0\right\}},
wobei {\displaystyle A^{\dagger }} die quaternionisch-konjugiert transponierte Matrix bezeichnet.
Es gilt
{\displaystyle Sp(n)=U(2n)\cap Sp(2n,\mathbb {C} )}.
Obwohl auch endliche Mengen kompakt sind, sind mit kompakten symplektischen Gruppen meistens die hier angegebenen Lie-Gruppen gemeint.